# Almuniente
Almuniente – gmina w Hiszpanii, w prowincji Huesca, w Aragonii, o powierzchni 37,56 km². W 2011 roku gmina liczyła 564 mieszkańców.